# Riot Games
Riot Games, Inc. là một công ty chuyên về phát triển và phát hành trò chơi điện tử đa quốc gia của Hoa Kỳ được thành lập vào tháng 9 năm 2006, trụ sở chính đặt tại Tây Los Angeles, California. Ngoài ra, công ty còn có các văn phòng đại diện khác trên toàn cầu.
Riot đã phát hành trò chơi Liên Minh Huyền Thoại ở Bắc Mỹ và châu Âu vào 27 tháng 10 năm 2009. Ngày 17 tháng 12 năm 2015, đối tác chính của Riot Games là Tencent đã mua lại cổ phần của Riot.

## Những tựa game đã phát hành

### Trò chơi điện tử
| Năm  | Tên                                                            | Thể loại        | Nền tảng                                                    | Phát hành tại Việt Nam                                            |
| ---- | -------------------------------------------------------------- | --------------- | ----------------------------------------------------------- | ----------------------------------------------------------------- |
| 2009 | Liên Minh Huyền Thoại (League of Legends)                      | MOBA            | Windows, MacOS                                              | 2010 - 2022 bởi Garena (chỉ khả dụng cho Windows) từ 2023 bởi VNG |
| 2019 | Đấu Trường Chân Lý (Teamfight Tactics)                         | Trận cờ tự động | Android, iOS, macOS, Microsoft Windows                      | 2019-2022 bởi Garena (chỉ khả dụng cho Windows) từ 2023 bởi VNG   |
| 2020 | Liên Minh Huyền Thoại: Tốc Chiến (League of Legneds:Wild Rift) | MOBA            | Android, iOS, Handheld Console                              | 2020 - nay bởi VNG                                                |
| 2020 | Huyền Thoại Runeterra (Legends of Runeterra)                   | Đấu thẻ bài     | Android, iOS, Windows                                       | 2020 - nay bởi VNG                                                |
| 2020 | Valorant                                                       | FPS             | Windows, PlayStation 5, Xbox Series X/S                     | 2021 - nay bởi VNG                                                |
| 2021 | Ruined King: A League of Legends Story                         | Nhập vai        | Microsoft Windows, PlayStation 4, Nintendo Switch, Xbox One | Đã phát hành                                                      |

### Minigames
| Năm  | Tên                       | Thể loại     | Nền tảng          | Nhà phát triển  |
| ---- | ------------------------- | ------------ | ----------------- | --------------- |
| 2013 | Astro Teemo               | Arcade Game  | Webgame           | Pure Bang Games |
| 2014 | Cho'Gath Eats the World   | Arcade Game  | Webgame           | Pure Bang Games |
| 2015 | Blitzcrank's Poro Roundup | Arcade Game  | Android, iOS      | Pure Bang Games |
| 2017 | Ziggs Arcade Blast        | Arcade Game  | Microsoft Windows | Riot Games      |
| 2018 | Star Guardian: Insomnia   | Shoot 'em up | Microsoft Windows | Riot Games      |
| 2018 | PROJECT.EXEcute           | Shoot 'em up | Microsoft Windows | Riot Games      |
| 2018 | Super Zac Ball            | Thể thao     | Microsoft Windows | Riot Games      |

## Giải thưởng
- Ernst & Young – Nhà khởi nghiệp của năm - Beck và Merrill (2011)[3]
- Business Insider – Đứng thứ 4 trong 25 Công ty Công nghệ Đáng làm việc nhất - Tech Companies to Work For (2013)[4]
- Game Developers Choice Awards – Giải tiên phong - Beck và Merrill (2014)[5]
- Glassdoor – 18th of the 50 - Best Places to Work (2015)[6]
- Fortune – 39th of the 100 - Best Companies to Work For (2016)[7]
- Inc. – Công ty của năm (2016)
- British Academy of Film and Television Arts – Giải đặc biệt (2017)[8]
- National Academy of Television Arts and Sciences – Giải Sports Emmy cho Thiết kế Đồ họa Trực tuyến Xuất sắc nhất (2018)[9]